# Omar Walcott
Omar Alejandro Walcott Roberts (Caracas, 24 luglio 1965) è un ex cestista venezuelano.

## Carriera
Con il Venezuela ha disputato i Giochi olimpici di Barcellona 1992 e cinque edizioni dei Campionati americani (1993, 1995, 1997, 1999, 2001).